# Реагент ДПФ-1
Реагент ДПФ-1 (рос. реагент ДПФ-1; англ. reagent ДПФ-1; нім. Reagens n ДПФ-1) — фосфоризована похідна 1,3-діамінопропанол-2, прозора рідина жовто-зеленого кольору. Використовується для інгібіювання відкладань мінеральних солей в апаратах устатковань підготовки нафти і як компонент у складах для боротьби із асфальтеносмолопарафіновідкладанням.